# 寧夏地毯

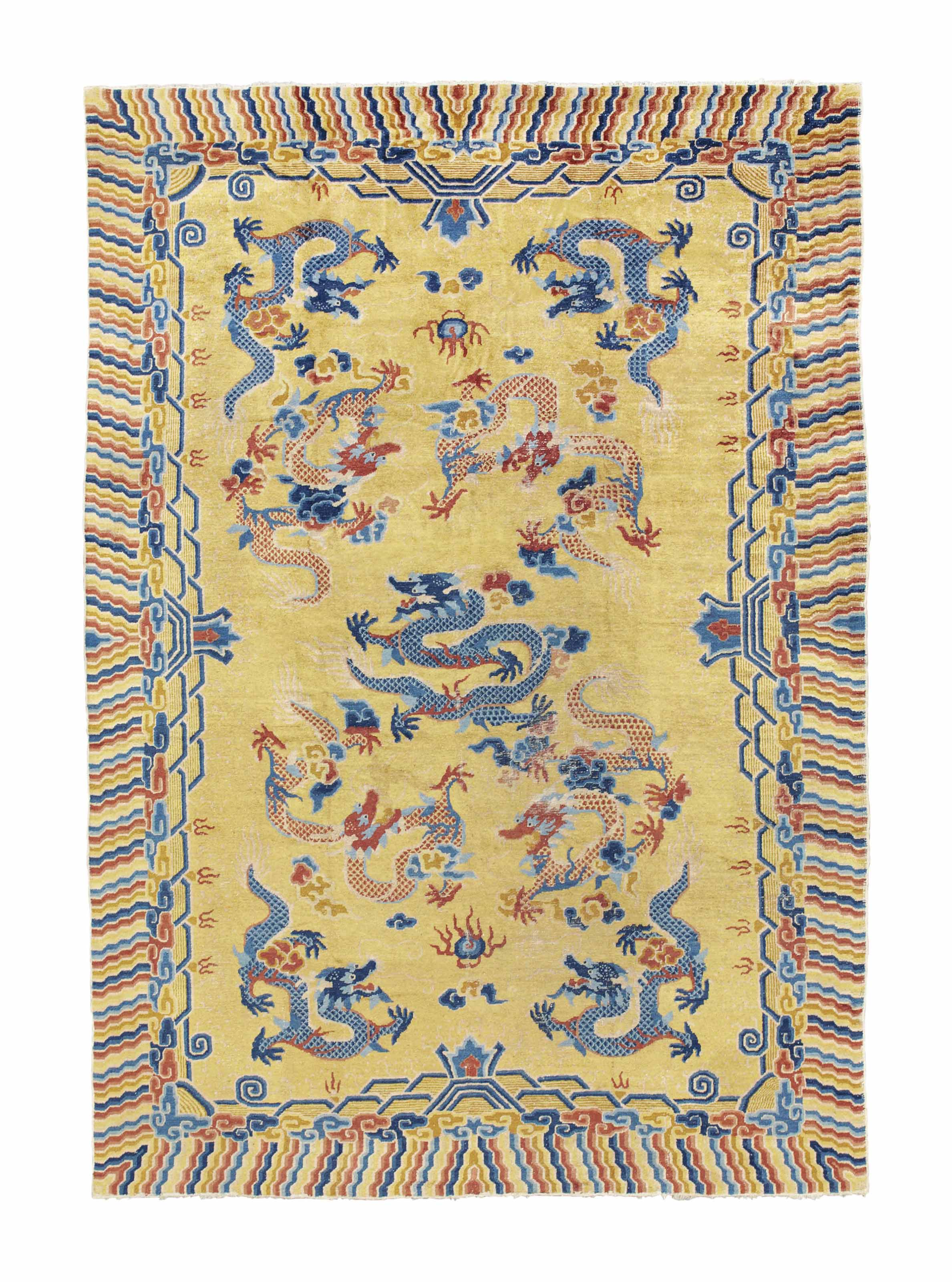

寧夏地毯指十九世紀中國西北製作的地毯風格，以四股毛線編織而成，飾以簡單的花卉圖樣，典型圖案為荷花及石榴。至今已有三百多年歷史，在明朝和清朝時專供皇室和官員使用，在北京故宮中收藏有超過九百件。